# Soro (Ort, Ainaro)
Soro (Suro) ist eine osttimoresische Siedlung und Hauptort des Sucos Soro (Verwaltungsamt Ainaro, Gemeinde Ainaro).

## Geographie und Einrichtungen
Das Dorf Soro liegt im Westen der Aldeias Guer-Udo und Leolala in einer Meereshöhe von 829 m. Westlich des Dorfes fließt der Maumall, ein Nebenfluss des Belulik, östlich erhebt sich der Berg Surolan (1228 m). Jenseits des Maumall befindet sich die Gemeindehauptstadt Ainaro. Auf der Straße, die in Richtung Süden führt, erreicht man als nächsten Ort Karlele in der Aldeia Terlora.
In Soro befinden sich der Sitz des Sucos und eine Grundschule.